# Jester Hairston
Jester Joseph Hairston (Belews Creek, 9 de julho de 1901 — Los Angeles, 18 de janeiro de 2000) foi um compositor, arranjador, regente de coral, e ator norte-americano. Ele foi considerado um dos maiores especialistas em música coral. Suas composições notáveis incluem "Amen", um tema de inspiração gospel parte do filme Lilies of the Field (1963).